# Vinkó
Vinkó (ukránul: Вінкове) falu Ukrajnában, Kárpátalján, a Munkácsi járásban.

## Fekvése
Ungtölgyestől és Ignéctől délnyugatra, 102 méter tengerszint feletti magasságban fekvő zsáktelepülés.

## Története
Területe a trianoni béke előtt Bereg vármegye Latorcai járásához tartozott. Az első világháborút követően a mesterségesen létrehozott Csehszlovákiához csatolták, majd 1938-tól ismét Magyarországhoz tartozott 1944 őszéig, amikor a szovjet csapatok megszállták.
Ennek következtében 1945-ben az Ukrán Szovjet Szocialista Köztársaság, s ezzel együtt a Szovjetunió részévé vált. A település 1991 óta a független Ukrajna része.

## Népessége
A falucskának a 2001. évi népszámláláskor 76 lakosa volt.